# حارة الكمب (ذمار)
حارة الكمب هي إحدى حارات مدينة ذمار التابعة لمحافظة ذمار، بلغ تعداد سكانها 4,763 نسمة حسب تعداد اليمن لعام 2004.